# Comgall di Dalriada
Comgall mac Domangairt (fl. VI secolo) regnò sulla Dalriada nel VI secolo.

## Biografia
Era figlio di re Domangart Réti e nipote di re Fergus Mór. Gli Annali dell'Ulster riportano tre date per la sua morte: il 538, il 542 e il 545. Gli Annali di Tigernach collocano invece la sua morte nel 537. Non si hanno notizie certe su di lui. Da Comgall discesero i Cenél Comgaill, una delle famiglie della Dál Riata menzionate dal Senchus fer n-Alban, secondo il quale egli ebbe un figlio, Conall, che a sua volta ebbe sette figli, di sei dei quali sono riportati i nomi: Loingsech, Nechtan, Artan, Tuatan, Tutio e Coirpre. L'annalistica irlandese parla raramente dei Cenél Comgaill, che di recente, però, è stata rivalutata dagli studiosi, che pensano che abbiano avuto un ruolo importante nella gaelicizzazione dei Pitti. Ad esempio un certo Dargart mac Finguine dei Cenél Comgaill sposò la principessa pitta Der-Ilei. Da loro nacquero i sovrani pitti Bridei e Nechtan.